# Cortaderia splendens
Cortaderia splendens är en gräsart som beskrevs av Henry Eamonn Connor. Cortaderia splendens ingår i släktet Cortaderia, och familjen gräs. Inga underarter finns listade i Catalogue of Life.